# Vester Ladegård
Vester Ladegård var en en stor landejendom med bygninger lige udenfor Aalborgs Vesterport, hvis jorde nu er opslugt af især Aalborg Vestby, Hasseris Villaby og Kærby.
Gården var ladegård under Aalborghus og formodes opført efter slottet.:30 Oprindeligt var det opført i Damhaven lidt nord for den senere placering, men efter Wallensteins indsats i Kejserkrigen var det helt nedbrudt og blev genopført, hvor Sygehus Nord nu er i det vestlige Aalborg.:30-31
Kronens ejerskab bestod frem til 1674, hvor den blev mageskiftet til Thøger Lassen. I 1683 var det en mellemstor herregård med 40 tønder hartkorn - tilstrækkeligt til skattefrihed.
I 1778 har gården været sædegård og med tilstrækkelig jord til skattefrihed ("complet").
Da Aalborg begyndte at ekspandere i 1800-tallet, fik ejerne tilladelse til at frasælge bøndergods og udparcelere, hvilket skete i de følgende år - allerede i 1821 var der blot 15½ tk. hartkorn tilbage. I 1876 forsvandt yderligere en stor del til købstaden..
Hvor gårdens bygninger lå - syd for Hasseris Å - opførte Aalborg Købstadskommune og Aalborg Amt i 1879-81 et fælles sygehus. Senest da må gården være fjernet. Ladegårdsgade har oprindeligt forbundet gården med byen.
Gården havde ud mod Limfjorden et engareal, som var indkastet (inddiget).:16 Dette har via gårdene Gammel Kastet og Ny Kastet givet navn til hovedfærdselsåren Kastetvej i Aalborg Vestby.

## Ejere
- (-1631) Kronen (staten) via Aalborghus.[1]
- (1631-1689) Thøger Lassen; overtaget ved mageskifte.[1]
- (1689-1691/92) Boet/arvingerne efter Lassen.[1]
- (1691/92-1715) Hans Benzon til Sohngaardsholm, som købte sine medarvinger ud.[1]
- (1715-1737) kaptajn Johs. Benzon; søn.[1]
- (1737-1746) Thøger Lassen til Høstemark; købt for 9.900 Rd.[1][2]:31
- (1746-1771) Karen Vraae; enke efter Lassen.[1][2]:31
- (1771-1775) løjtnant, kancelliråd Ib Chr. Christensen; svigersøn, købt på auktion for 28.000 Rd.[1][8] Han fik tilladelse til udparcelering.[9]
- (1775-1803) Birgitte Lassen; enke efter Christensen[2]:32
- (1803) Chr. Christensen til Vissegård; søn, fortsatte udparcelleringen[2]:32
- (1803-1856) byfoged, justitsråd J. Bøgild og agent, etatsråd Chrf. Quist; svogre i Aalborg, købt for 97.250 Rd. De fik tilladelse til at sælge bøndergodset, og solgte ejendommen stærkt opdelt. De beholdt dog selv henholdsvis Gl. Kastet og Ny Kastet.[9][2]:32
- (1856-1875) A. W. Schønau.[2]:33[c]
- (1875-) Aalborg kommune; allerede året efter blev hovedparten indlemmet i købstaden.[8]